# Schlierschied

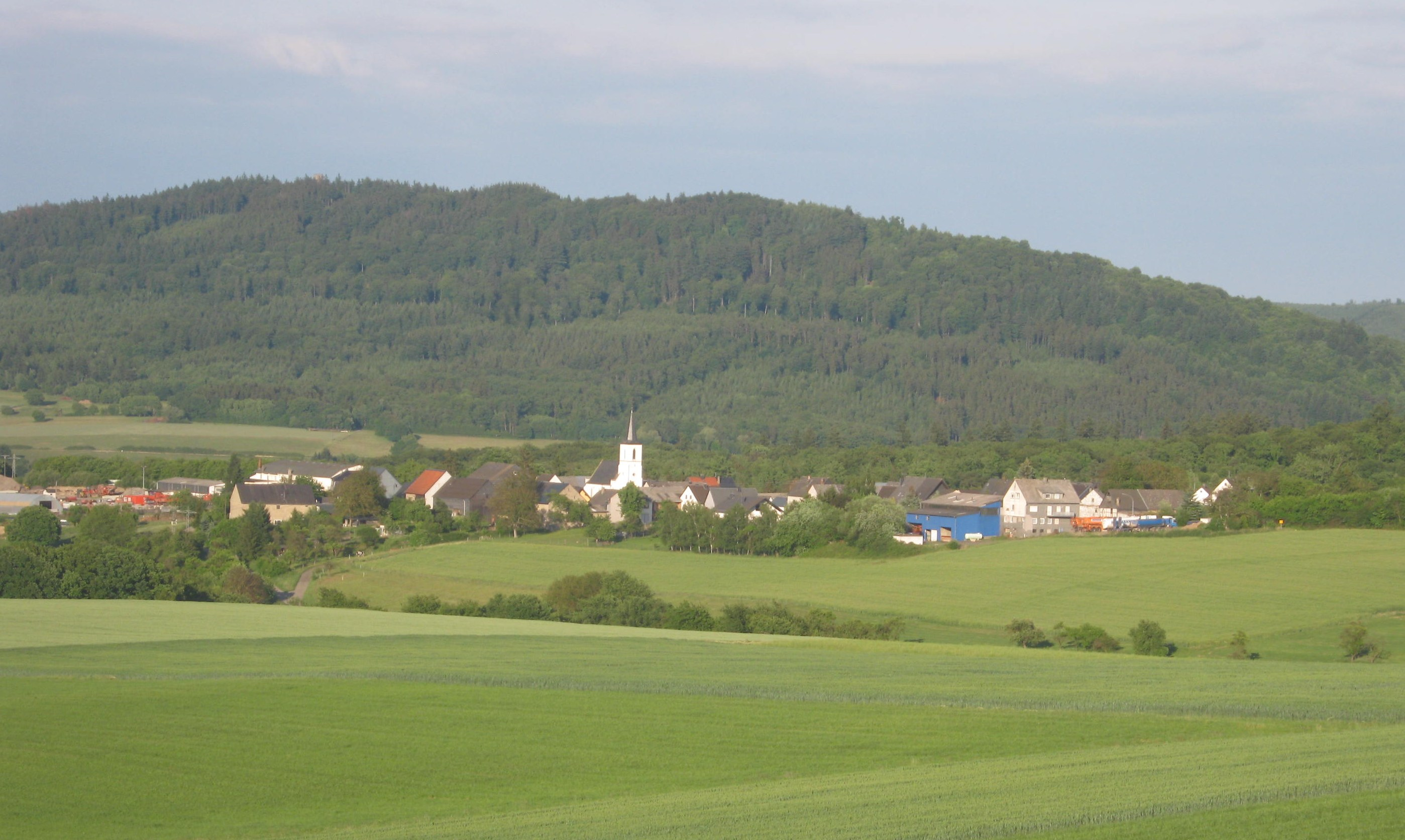
Schlierschied, im Hintergrund der Soonwald

Schlierschied ist eine Ortsgemeinde im Rhein-Hunsrück-Kreis in Rheinland-Pfalz. Sie gehört der Verbandsgemeinde Kirchberg (Hunsrück) an.

## Geographie
Zur Gemeinde gehören die Wohnplätze Brummenmühle und die Anzenfeldermühle im Simmerbachtal.

## Geschichte
Zahlreiche Hügelgräber südwestlich des Orts im Gemeindewald und im Staatswald Lützelsoon weisen auf frühgeschichtliche Besiedlung hin. Eine erste urkundliche Erwähnung in einer Ravengiersburger Urkunde stammt aus dem Jahr 1335. Die Grafen von Sponheim waren im Besitz des Ortes. 
Im 18. Jahrhundert kam der Ort zur Markgrafschaft Baden. Mit der Besetzung des linken Rheinufers 1794 durch französische Revolutionstruppen wurde der Ort französisch, 1815 wurde er auf dem Wiener Kongress dem Königreich Preußen zugeordnet. 
Seit 1946 ist der Ort Teil des damals neu gebildeten Landes Rheinland-Pfalz.

## Politik

### Bürgermeister
Ortsbürgermeisterin von Schlierschied ist seit 2024 Martina Burger.
Burgers Vorgänger als Ortsbürgermeister war Arnold Götz.

### Wappen
Blasonierung: „Über von Blau und Gold geschachtem Schildfuß gespalten; rechts in Silber eine schwarze Kirche, links in Rot über einer silbernen Amphore eine silberne Schale.“
Der Schildfuß des Wappens weist auf die Grafen von Sponheim hin. Die kleine Kapelle wurde 1335 erstmals urkundlich erwähnt. Die Schale und die Amphore im linken Feld erinnern an Funde bei Ausgrabungen aus der Römerzeit, die man 1951 am Dorfrand machte.

## Wirtschaft
Wirtschaftliche Bedeutung hat der Ort durch den Sitz der Bauunternehmen Wilhelm Faber GmbH und Gebrüder Herrmann GmbH & Co.KG.

## Kirche
Die meisten Einwohner der Gemeinde sind evangelisch. – Urkundlich wurde eine der Mutter Gottes geweihte Kapelle bereits 1335 erwähnt. Sie gehörte zur Pfarrei Gemünden. Ab 1609 wurde Schlierschied eine selbständige Pfarrei, zu der auch Schneppenbach, Bruschied und Rudolfshaus gehörten. Die nach einem Brand des Vorgängerbaus 1882 neu erbaute Kirche wurde Ende des Zweiten Weltkrieges sehr stark beschädigt und schließlich von der Bevölkerung wieder aufgebaut. 1978 erfolgte die Fusion der Evangelischen Kirchengemeinde Schlierschied mit der Evangelischen Kirchengemeinde Gemünden. Der schloss sich 2022 die Kirchengemeinde Kellenbach an und heißt nun Evangelischen Kirchengemeinde Gemünden-Kellenbach.